# Regla Torresová
Regla Torresová Herrerová (* 12. února 1975 Havana) je bývalá kubánská volejbalistka, nastupující nejčastěji na pozici střední blokařky. Začala hrát v osmi letech, v sedmnácti se stala v Barceloně nejmladší olympijskou vítězkou v historii. Olympijské prvenství obhájila s kubánským týmem také v letech 1996 a 2000. Na mistrovství světa ve volejbale žen získala zlaté medaile v letech 1994 a 1998, na obou turnajích byla zvolena nejužitečnější hráčkou. Vyhrála také mistrovství světa ve volejbale žen do 20 let 1993, Světový pohár ve volejbale žen v letech 1991 a 1995, Grand Prix 1993 a 2000, Grand Champions Cup 1993 a Panamerické hry 1991 a 1995. Hrála za klub Ciudad Havana, působila také krátce v italské nejvyšší soutěži. V roce 2006 ukončila ze zdravotních důvodů předčasně kariéru, působí jako trenérka a televizní komentátorka.
V roce 2000 ji Mezinárodní volejbalová federace vyhlásila nejlepší hráčkou dvacátého století. O rok později byla uvedena do Síně slávy světového volejbalu.